# Iseum

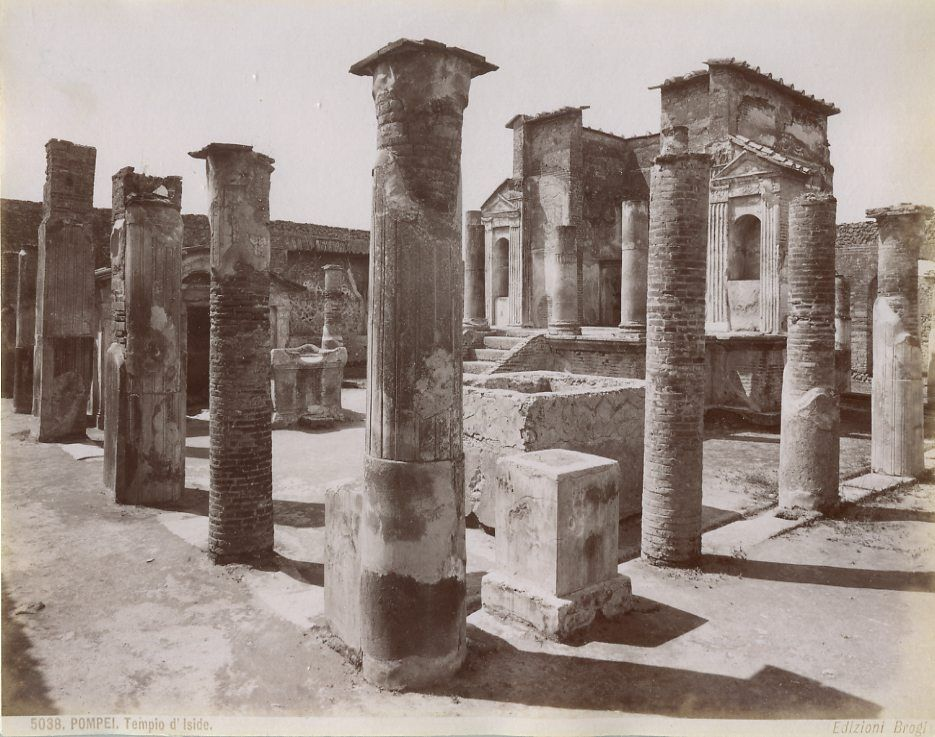
Iseum de Pompeya

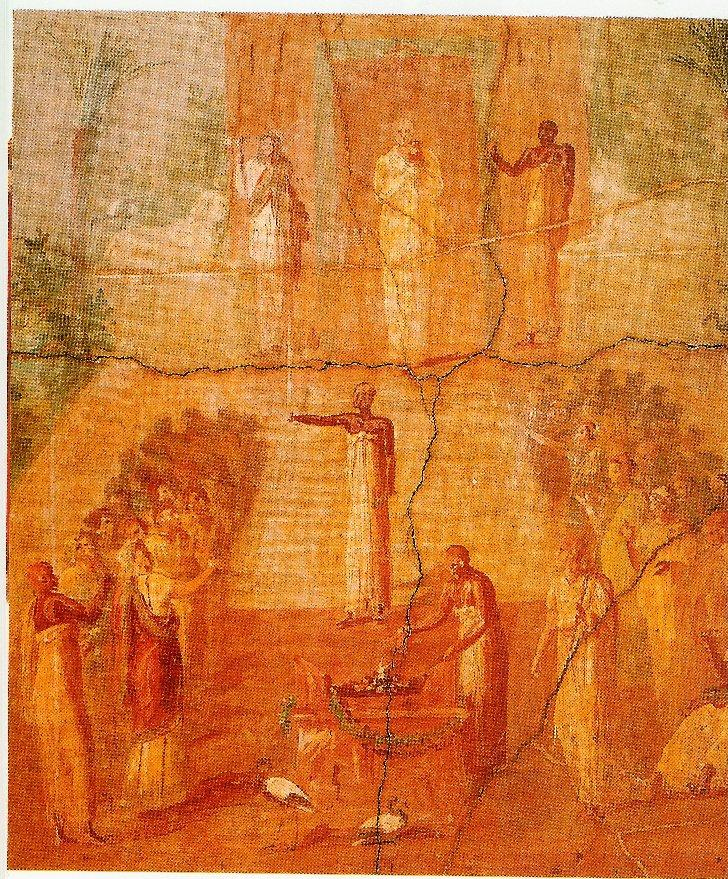
Culto romano a Isis en la entrada al Iseum. Fresco de Herculano,

Un iseum o isaeum (que proviene del nombre griego Ἰσιεῖον, Ἰσεῖον isieiοn, iseion) o iseo, es el nombre dado por los antiguos romanos a los santuarios (o templos), dedicados a la diosa greco-romana (y egipcia), Isis, donde se desarrollaban ritos específicos. Isis era originalmente una diosa egipcia que se helenizó. 
En Egipto, el centro del culto de Isis estaba en File, donde se supone que la diosa había encontrado el corazón de su esposo. Se construyó en el complejo templario egipcio de la isla un templo dedicado a ella, datado en el reinado de Nectanebo I durante 380 a. C.-362 a. C., Dinastía XXX.
Entre todos los construidos, sobresalen el Iseum, Isidis Oppidum o Templo de Isis de Behbeit el-Hagar, al sur de Sebennitos, en el Delta del Nilo y  el Templo romano de Isis en Pompeya.
En Europa se pueden encontrar otros iseums en lugares como Grecia (Templo de Isis, en Delos) , Italia, Francia, Alemania (Santuario de Isis y de Mater Magna en Maguncia) y España (Iseum de Itálica (Sevilla, Andalucía) o Iseum de Baelo Claudia (Cádiz, Andalucía)). En África y Oriente Medio existieron en Libia, Túnez, Sudán, Jordania, Turquía y Líbano. 